# Pascual Harriague
Pascual Harriague, né le 14 avril 1819 à Hasparren, dans l'ancien département français des Basses Pyrénées et décédé le 12 janvier 1894 à Paris, est un vigneron français. Il a introduit la vigne en Uruguay, à l'origine de la production du célèbre cépage Tannat dont l'appellation Harriague y est souvent associée,.

## Biographie

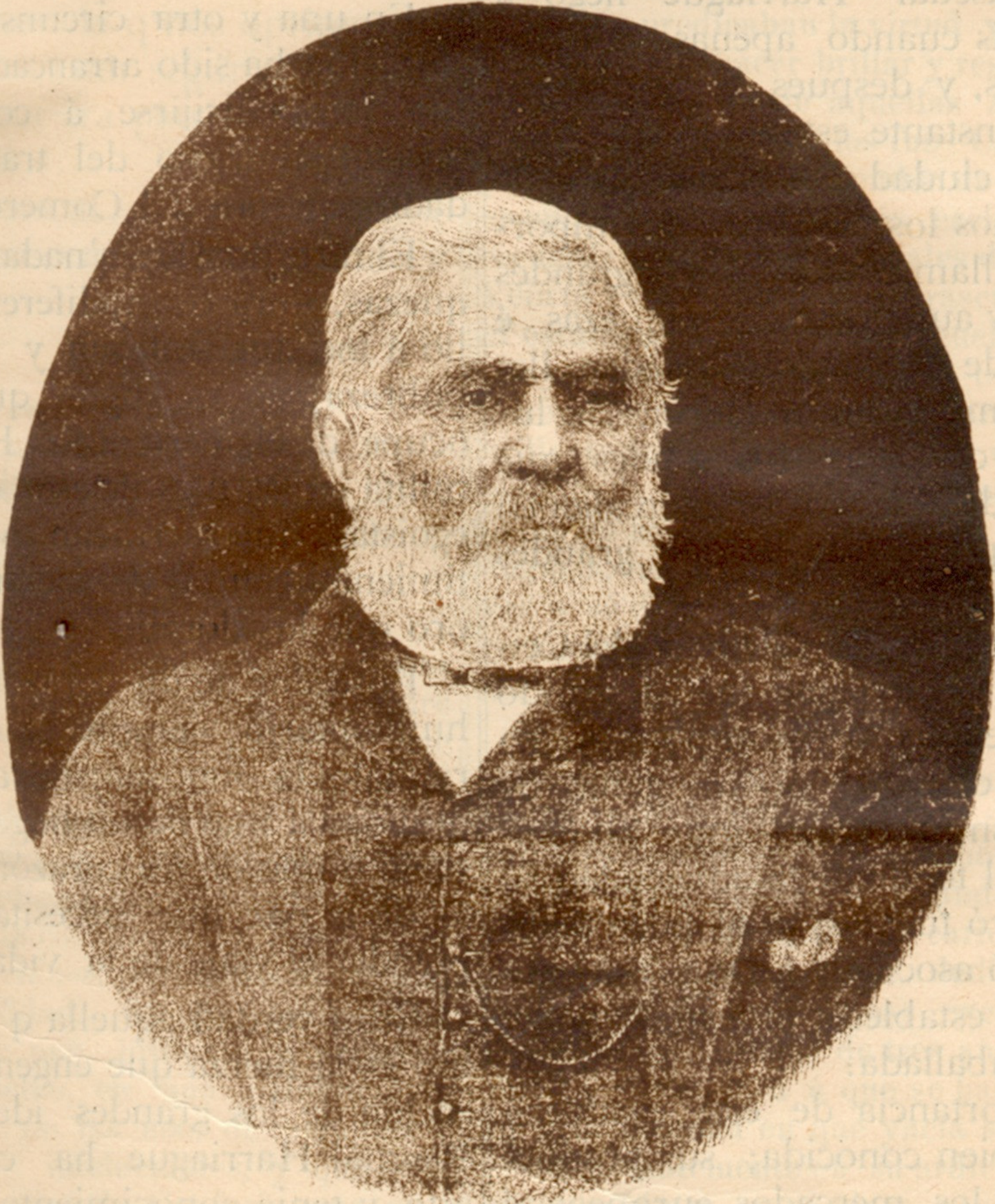
Pascual Harriague en 1892.

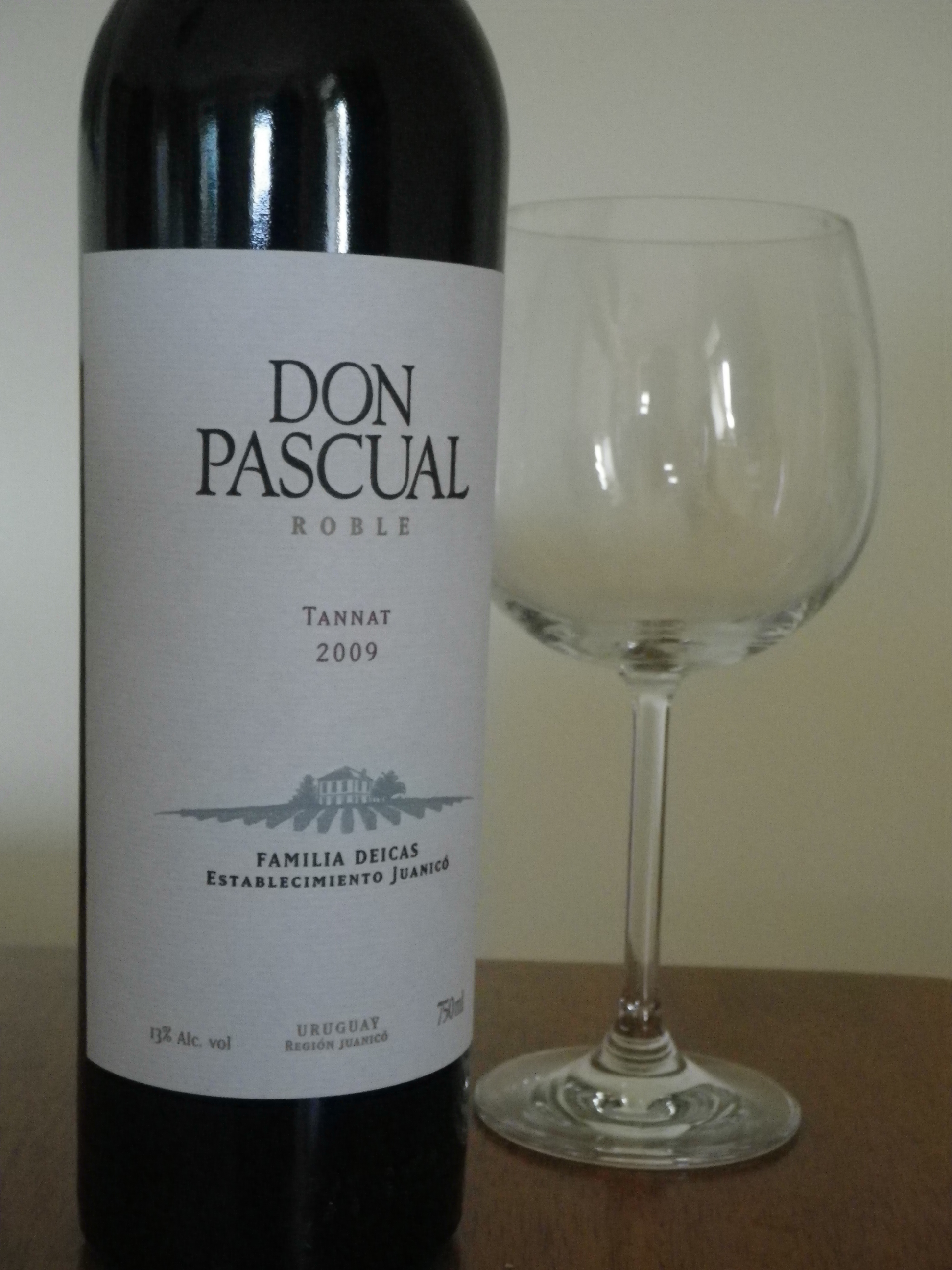
Le vin Juanicó Don Pascual, tannat, 2009, une référence au vigneron Pascual Harriague qui y a introduit la vigne en Uruguay.

Pascual Harriague, un Basque d'origine française, a émigré assez jeune en Uruguay. Dès l'âge de 19 ans, il s'est installé à Montevideo. Il travaille dès lors dans une importante fabrique de salaison appelée localement "saladero" comme il en existait déjà en Amérique du Sud, principalement en Argentine.
En 1840, il quitte la capitale uruguayenne pour Salto, à la suite de l'appel d'un associé qui le fait entrer dans un autre « saladero » où s'y produisent des salaisons de viande de bœuf. Par la suite, Pascual Harriague développe un esprit entrepreneurial après avoir créé, en 1860, le Saladero de la Caballada, en bordure du río Uruguay, dans la ville de Salto,. Pendant cette période, il acquiert patiemment des terres et essaie de tirer profit du raisin local qui pousse naturellement dans la région de Salto. Mais après une tentative infructueuse, il fit venir des boutures de la région de Madiran, le tannat, un cépage du Béarn, près de son Pays Basque natal, qui connut rapidement le succès.
Après avoir réussi à faire adapter ce cépage français sur le sol uruguayen malgré le climat subtropical de la région de Salto, il y fit planter 35 hectares de vignes. Les premières vendanges s'avèrent abondantes et la production donne dès lors un vin prometteur. Le succès de ce vin rouge, différent par son goût de celui des vins tannat du Sud-Ouest de la France, tient sa douceur et sa suavité des tanins fins qui s'y trouvent. Pascual Harriague fut véritablement l'initiateur de la vitivinicuture en Uruguay. Ainsi, grâce à la fortune de cette nouvelle production, il étendit son domaine viticole aux portes de Salto en y plantant 200 hectares de vignes. Dans cet élan, il fit construire en 1874 un important établissement vinicole avec de nombreuses caves (des bodegas) entraînant dans son sillage l'émergence de 90 viticulteurs et cavistes ou bodegas. La prospérité de son entreprise le fait considérer comme l'acteur majeur de la viticulture en Uruguay. Le cépage tannat a d'abord été implanté dans le département de Salto, puis a essaimé autour de Montevideo et dans le département de Canelones représentant 45 % du vignoble de l'Uruguay. Il est aujourd'hui reconnu comme le plus important cépage de l'Uruguay.
Le coup de grâce est apparu dans le courant des années 1890 où les vignes du pays furent frappées par le phylloxéra à partir de 1893. À la suite de ce désastre viticole, Pascual Harriague retourna dans son pays natal où il mourut à Paris le 12 janvier 1894, à l'âge de 74 ans. Cependant, ce vignoble a pu être reconstitué et il s'est principalement établi le long du fleuve Uruguay comme sur les rives du Río de la Plata. Aujourd'hui, ce vignoble a acquis un prestige de portée internationale. Le vin obtenu à partir du cépage tannat est l'unique variété reconnue internationalement pour l'Uruguay.

## Hommages
Le nom de Pascual Harriague, quasiment inconnu en France et notamment dans sa terre natale comme dans sa ville d'origine, dans l'actuel département des Pyrénées-Atlantiques, est au contraire très connu en Uruguay et, principalement, à Salto. À cet égard, la ville de Salto a tenu à entretenir sa mémoire en plusieurs occasions. Ainsi, depuis 1951, un parc municipal affiche son nom où se trouve l'actuel zoo de la ville, le Parc Harriague. L'École No 69 de Colonia Harriague, dans le département de Salto, porte le nom « Pascual Harriague », depuis le 11 juillet 2001.
En 2011, la ville de Salto a entrepris la rénovation des anciennes caves Harriague, qui avaient été accidentellement incendiées en 1910. Cette propriété industrielle a été aménagée en promenade publique et porte également son nom - El Paseo Pascual Harriague,.
Dans la ville de Salto, entre le 8 et le 14 avril 2019, des célébrations ont eu lieu en souvenir des 200 ans de sa naissance. Le 14 avril est une date importante en Uruguay car, chaque année, le pays rend hommage à Pascual Harriague, autant à l'homme qu'à son travail. De plus, dans le réseau des rues de Salto, une des plus longues artères urbaines porte son nom. L'avenida Pascual Harriague part du fleuve Uruguay jusqu'à la jonction avec la Route 3 servant de limite méridionale à la ville. Enfin, la ville de Salto a recueilli ses cendres après sa mort qui eut lieu en janvier 1894, ses filles respectant le souhait de leur père.